# Tatjana Festerling

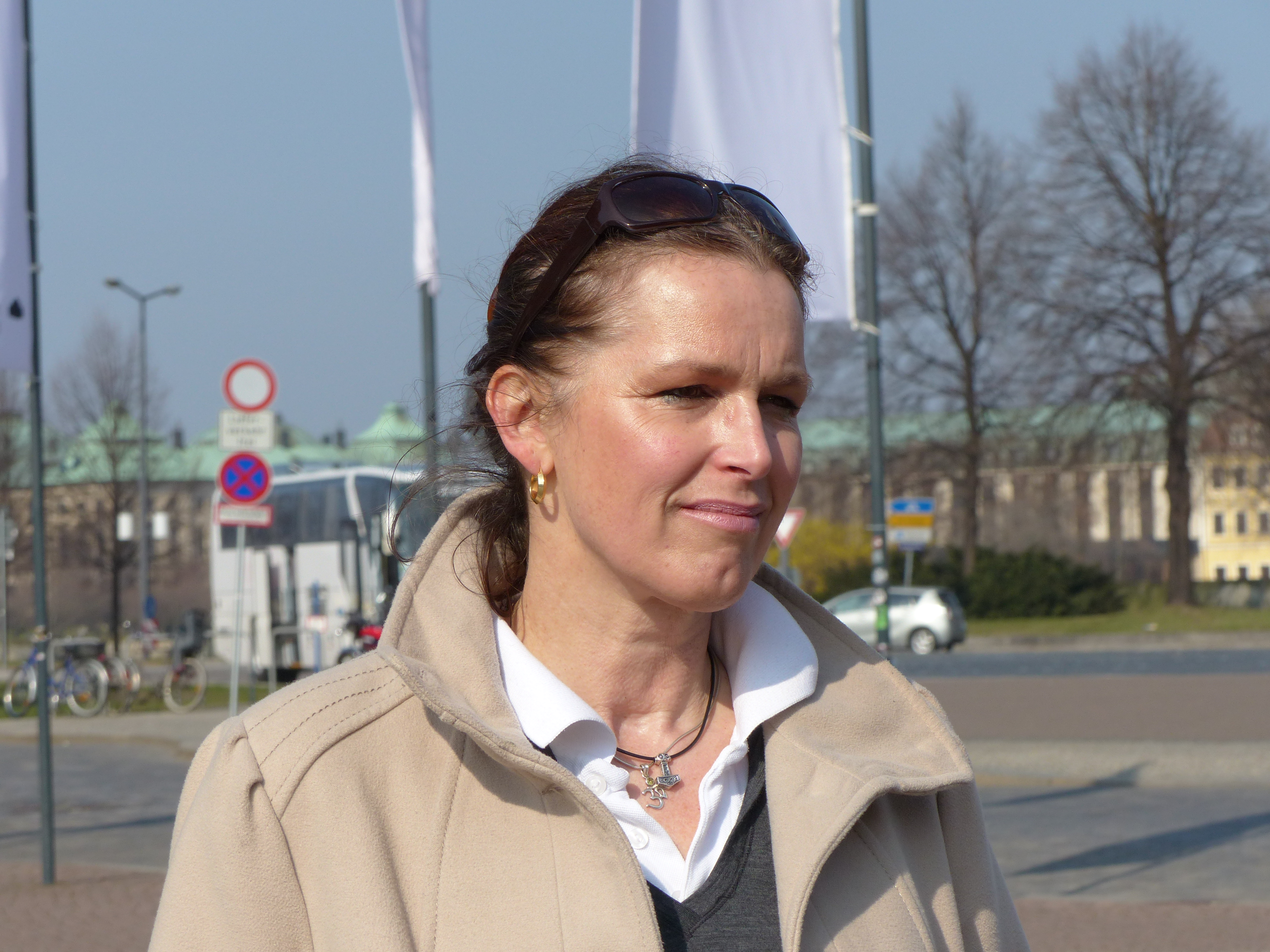
Festerling, 2015

Tatjana Festerling (* 6. März 1964 in Wuppertal als Tatjana Schimanski) ist eine deutsche politische Aktivistin. Neben Lutz Bachmann war sie nach dem Rückzug von Kathrin Oertel von Februar 2015 bis Mitte April 2016 eine führende Person bei den Dresdner Pegida-Demonstrationen. In ideologischer Hinsicht wird sie meist im Rechtspopulismus verortet.

## Leben
Festerling besuchte von 1974 bis 1984 das Fichte-Gymnasium in Hagen. Nach dem Abitur absolvierte sie zunächst eine kaufmännische Ausbildung bei einer ortsansässigen Kaufhauskette, ehe sie sich 1987 an der Universität Hamburg für Betriebswirtschaftslehre und Philosophie einschrieb. Sie arbeitete ab 1994 als Redakteurin, unter anderem für den Heinrich Bauer Verlag und die Deutsche Spar. Daneben gründete sie 1997 eine Werbeagentur, die sie bis April 2007 betrieb. Zuletzt war sie bis 2010 als Pressesprecherin für die Metronom Eisenbahngesellschaft tätig. Sie hat eigenen Angaben zufolge eine Coaching- und eine Yoga-Ausbildung.
Die Mutter zweier erwachsener Kinder lebt inzwischen in Warna (Bulgarien) und wird laut Angaben ihres Anwalts von ihren Eltern mit monatlich 900 Euro unterstützt.

## Politik
Festerling ist Mitgründerin des Hamburger Landesverbands der Alternative für Deutschland und kandidierte für die AfD als Bezirksverordnete. Innerhalb der AfD war sie unter anderem Mitglied der in Sachsen gegründeten Patriotischen Plattform und stellvertretende Marketing-Verantwortliche des Landesverbandes. Die Formel „Mut zur Wahrheit“ als mittlerweile bundesweite Losung der AfD auf Flyern und Plakaten soll laut Die Welt-Journalist Alan Posener von Festerling erfunden worden sein. Nachdem sie am 26. Oktober 2014 an einer von massiven gewalttätigen Ausschreitungen gegen die zahlenmäßig deutlich unterlegene Polizei überschatteten Demonstration der Hooligans gegen Salafisten in Köln teilgenommen und sich später trotz der gezielten Angriffe auf Journalisten, Passanten und Polizisten lobend über die Hooligans geäußert hatte, kam sie infolge der harschen öffentlichen Kritik und Distanzierung ihrer Parteikollegen dem drohenden Ausschluss aus der AfD mit einem Austritt zuvor. Sie schloss sich kurz darauf der außerparlamentarischen Pegida-Bewegung an, in die sie bereits Ende Februar als neues Mitglied aufgenommen und als Nachfolgerin für die zurückgetretene Pressesprecherin Kathrin Oertel in das „Organisationskomitee“ (eine Art erweiterter Vorstand) gewählt wurde.
Am Ostermontag 2015 wurde ihre Kandidatur bei der Oberbürgermeisterwahl in Dresden Anfang Juni von Bachmann während einer Pegida-Veranstaltung offiziell bekannt gegeben. Nur einen Tag später trat der Vorsitzende der nordrhein-westfälischen Pegida-Sektion von seinem Amt zurück, da ihm Frau Festerling „zu radikal“ sei und er sich nicht mit der erfolgten Annäherung der Bewegung an den von Marine Le Pen, Geert Wilders oder Ignaz Bearth (Pegida Schweiz) vertretenen Rechtsextremismus „identifizieren“ könne. Eine Woche später, am 13. April, trat sie gemeinsam mit dem niederländischen Islamfeind und Rechtspopulisten Wilders bei einer Pegida-Demonstration in Dresden auf. Bei der Oberbürgermeisterwahl erhielt sie 9,6 % der Stimmen im ersten Wahlgang, zum zweiten Wahlgang vier Wochen später trat sie nicht mehr an.
Nachdem es bereits Mitte April 2016 zum Zerwürfnis zwischen Festerling und Lutz Bachmann gekommen und sie nicht mehr bei Pegida-Demonstrationen als Rednerin aufgetreten war, wurde im Juni 2016 bekannt, dass sie aus dem Bündnis ausgeschlossen wurde.
Festerling konzentriert sich seit ihrer Abkehr von Pegida Mitte April auf die zu Jahresbeginn 2016 in Prag gegründete, länderübergreifende Bewegung Festung Europa und hatte hierzu bereits mehrere Auftritte im Ausland und am Pfingstmontag (16. Mai) 2016 auch eine Kundgebung in Dresden. Außerdem orientiere sie sich „stärker an der vom Verfassungsschutz beobachteten Identitären Bewegung und den neurechten Ideologien um Götz Kubitschek“ und suche Anschluss an den Leipziger Ableger Legida, der vom sächsischen Verfassungsschutz als „entschlossener und viel radikaler“ als Pegida eingestuft wird. Sie sprach auf Veranstaltungen des ebenfalls vom Bayerischen Verfassungsschutz beobachteten Münchener Pegida-Ablegers.
An der südlichen Grenze Bulgariens hat Festerling mit der nationalistischen Bürgerwehr Wassil Lewski in Militärkleidung patrouilliert, um Flüchtlinge aufzuspüren und der Grenzpolizei zu übergeben. Sie sieht in diesen Flüchtlingen „eiskalt berechnende Krieger des Islam, die aus verrohten Kulturen kommen und die mit unserer freien, dekadenten Lebensweise nicht das Geringste zu tun haben wollen, sondern sie zutiefst verachten und bekämpfen“. Die Bürgerwehr soll dem demokratischen System Bulgariens feindlich gegenüberstehen. Im Juli 2016 rief Festerling in Tarnkleidung auf einer Kundgebung in Leipzig dazu auf, dass junge Männer an Europas Außengrenzen gehen sollen, um diese dort gegen Flüchtlinge zu verteidigen. Im August 2017 postete sie ein Video auf ihrem Youtubekanal, auf dem sie „taktische Trainings in Bulgarien mit den dortigen Militärveteranen“ anbot.

## Äußerungen und Rezeption
Festerling polemisiert nicht nur gegen Flüchtlinge und Migranten („Männer, die ihre Familie und Heimat im Stich lassen, weil es hier ‚Schöner Wohnen‘ und ordentlich Knete vom Staat gibt“), sondern vor allem auch gegen die europaweit geltende Gleichstellungs- und Antidiskriminierungspolitik („verkrachte Gender-Tanten mit ihrem überzogenen Sexualscheiß“) und spricht von Deutschland als „Freiluft-Psychiatrie mit der Geisteskrankheit ‚politische Korrektheit‘“. Dagegen lobt sie eine „Rebellion gegen das, was ich ‚Nippel-Sozialisation‘ nenne: unsere verweiblichte Kultur, die Frauen und Muslime fördert und weiße Männer bekriegt“. Bereits bei einem ihrer ersten Auftritte als neue Sprecherin der Pegida Anfang März 2015 forderte sie, eine „neue Mauer“ hochzuziehen („Aber dieses Mal so richtig hoch!“) zwischen den „linken Gutmenschen“ im Westen und ihrer „Gesinnungsdiktatur“ mit „gendergerechten Enthauptungen“ und „Kondomabrollwettbewerben in den Kitas“, ihrem „[g]rünen Reich ohne Schweinefleisch und mit Vollverschleierung“ und den „guten Deutschen“ im Osten, wo es so „geborgen und vertrauensvoll“ zugeht, Frauen und Männer ihre natürlichen Rollen und „ein gesundes Maß an Patriotismus pflegen und sich selbstbewusst auf die konservativen Werte besinnen, den Erhalt des Eigenen“. Die Regierenden aus Berlin werden in Festerlings Reden ob ihrer Haltung in der Asyl- und Einwanderungspolitik pauschal als „Volksverräter“, „Deutschlandvernichter“ oder „Berliner Diktatoren“ bezeichnet. Angela Merkel ist für Festerling wahlweise „die gefährlichste Frau Europas“, die „kinderlose Frau mit den herabhängenden Lefzen“, womöglich eine „Trojanerin“ oder „das U-Boot an der Spitze des Landes“, gesteuert aus den USA.
Am 28. September 2015 rief sie unter anderem die Angehörigen von Bundeswehr und Polizei zum Streik auf. Auf der Pegida-Demonstration am 12. Oktober 2015 forderte sie vor fast 9000 Anhängern den Austritt Sachsens aus der Bundesrepublik Deutschland. Anlässlich der Pegida-Demonstration am 9. November 2015 äußerte sich Festerling bei einer öffentlichen Ansprache wie folgt: „Wir erklären hier und heute, am 9. November 2015, den Schuldkomplex aus zwölf Jahren Naziherrschaft für beendet.“ Regierung und „links versiffte Schundblätter“ könnten sich ihre „Hitlereien“ an den Hut stecken. „Lasst uns mit eurem Schuldkult für die Vergangenheit, für die keiner von uns hier die Verantwortung trägt, endlich in Ruhe!“ Die Menge antwortete mit „Volksverräter“, „Widerstand“ und „Lügenpresse“.
In ihrem Redebeitrag am 21. Dezember 2015 verkündete Festerling, dass bei der von ihr geforderten „Verteidigung der Heimat“ „selbstverständlich auch mit Methoden“ vorgegangen werden dürfe, „die der weichgespülte, moralisierte Mainstream für nicht anständig hält. Scheiß auf diesen Anstand, der uns durch den Tugendterror der Linken und Grünen und den Duckmäusern und Sozialisten in den Medien in Dauerschleife vorgekaut wird!“ Heimatverteidigung müsse „auch konkret stattfinden“ und könne „nicht immer gemütlich bleiben“.
Zudem schreibt Festerling regelmäßig auf verschiedenen Plattformen im Netz als Autorin, darunter auch auf dem Blog Politically Incorrect. Am 10. August 2015 wurde sie vom sozialen Netzwerk Facebook wegen wiederholter fremdenfeindlicher und rassistischer Kommentare für sieben Tage gesperrt, die bemängelten Beiträge wurden allerdings von den Facebook-Administratoren nicht gelöscht. Gegen Festerling wurden im November 2015 von der Staatsanwaltschaft Dresden Ermittlungen wegen Verleumdung, Volksverhetzung und wegen des öffentlichen Aufrufs zu Straftaten geprüft bzw. eingeleitet. Ende Mai 2016 teilte die Staatsanwaltschaft Dresden mit, dass kein Verfahren eingeleitet worden sei.
Der Deutsche Journalistenverband erstattete im Januar 2016 ebenfalls Anzeige wegen Volksverhetzung gegen Festerling im Zusammenhang mit einer Rede vom 11. Januar 2016 in Leipzig, in der sie forderte, „die volksverhetzenden Eliten mit Mistgabeln aus den Parlamenten, den Gerichten, den Kirchen und den Pressehäusern zu prügeln.“ Eine Woche später bezeichnete sie in ihrer Rede auf der Dresdener Montagsdemo die aktuellen Regierungsparteien als „Nazis von heute“. Die Polizei gab diese Aussage an die zuständige Dresdener Staatsanwaltschaft zur Überprüfung. Das Verfahren wurde eingestellt.
Im April 2016 sprach sie auf einer Demonstration in Sebnitz von „versteckten Strippenzieher[n]“ und verwies auf die „mächtigen Globalisten“ und „Gottspieler“ wie „die Bilderberger“, die „im Verborgenen agierenden Hochfinanzkönige“ und den „Finanzmogul George Soros“, der, so Festerling, „ja quasi offen zu[gibt], dass er die Flüchtlingskrise mitkreiert“. Das Bundesinnenministerium stellte dazu fest, dass damit „ein eindeutig antisemitischer Subtext“ Festerlings „vordergründige Globalisierungskritik“ durchziehe.

## Strafbefehl wegen Volksverhetzung
Im Oktober 2017 erließ das Amtsgericht Dresden einen Strafbefehl wegen Volksverhetzung und Beleidigung in insgesamt drei Fällen, zweimal wegen Volksverhetzung, einmal wegen Beleidigung. Festerling hatte u. a. geäußert: „Die muslimischen Wurfmaschinen gebären auf Teufel komm raus“ und mit Bezug auf Migranten getwittert: „Schießen! Draufhalten, was sonst?“ Das Gericht verhängte eine Geldstrafe von 120 Tagessätzen zu je 25 Euro (einschließlich der Kosten des Verfahrens insgesamt 3.073,50 Euro). Im März 2018 machte Festerling jedoch öffentlich, dass sie die verhängten Strafgelder nicht bezahlt habe, nicht zahlen wolle und nicht zahlen könne, worauf eine Ersatzfreiheitsstrafe angeordnet worden und sie von der Staatsanwaltschaft Dresden zum Haftantritt im Frauengefängnis Chemnitz aufgefordert worden sei. Sie bat ihre Anhänger um Zahlungen an die Landesjustizkasse, um ihr eine Inhaftierung zu ersparen. Festerling bezeichnete sich als ein „Opfer politischer Verfolgung“. Die Spendenaktion verlief erfolgreich, Festerling schrieb auf Facebook, dass sie nun doch nicht ins Gefängnis müsse.

## Verurteilung wegen Beleidigung
Wegen Beleidigung wurde Festerling vom AG Dippoldiswalde am 24. Juli 2024 zu 90 Tagessätzen à 10 € verurteilt, weil sie 2019 insgesamt 269 Personen in einer „Galerie des Grauens“ im Internet angeprangert hatte.
Gegen einen Strafbefehl von 130 Tagessätzen zu je 25 € hatte Festerling Rechtsmittel eingelegt und den langen Zeitraum seit der Tat sowie die prekären finanziellen Verhältnisse angeführt, unter denen sie in Bulgarien lebe.